# Coraxis
Els coraxes (en grec antic: Κόραξοι, llatí: Coraxi) eren una tribu que pertanyia al grup dels colquis. Vivien a la Còlquida, a la regió del Pont, vora els contraforts perifèrics del Caucas. Probablement van ocupar la part occidental de Dioscúrias. En parla Esteve de Bizanci, que diu que se situaven en un lloc anomenat regió Coràxica, vora les muntanyes de Còrax.
Claudi Ptolemeu menciona una tribu escita amb el mateix nom, però no en parla cap altre autor.